# 후타시마촌
후타시마촌(일본어: 二島村)은 일본 오사카부 기타카와치군에 있던 촌이다. 현재의 가도마시 동부에 해당한다.

## 역사
- 1889년 4월 1일 - 정촌제 시행에 의해 맛타군 후타시마촌이 성립하였다.
- 1896년 4월 1일 - 군 통합에 의해 기타카와치군이 성립하였다.
- 1956년 9월 30일 - 가도마정에 편입해, 동일 후타시마촌은 폐지되었다.

## 교통

### 철도
현재는 구촌 지역에 오사카 메트로 나가호리쓰루미료쿠치선 가도마미나미역이 소재하지만 당시엔 미개통.

### 도로
현재는 구촌 지역에 긴키 자동차도-제2 게이한도로의 가도마 분기점, 제2케이한도로의 제2케이한 가도마 나들목이 있지만, 당시에는 미개통 상태였다.

## 참고문헌
- 가도카와 일본 지명 대사전 27 大阪府